# Abbott Handerson Thayer
Pour les articles homonymes, voir Thayer.
Abbott Handerson Thayer (né le 12 août 1849 à Boston – mort le 29 mai 1921 à Dublin, dans le New Hampshire) est un peintre américain. Il fut l'élève de Jean-Léon Gérôme de l'École des beaux-arts de Paris et devint un membre de la Society of American Artists (1879), de la National Academy of Design (1901), et de la Royal Academy of San Luca de Rome. Il est connu pour ses tableaux Les Sœurs, Virgin Enthroned, Caritas, In Memoriam, Robert Louis Stevenson et Portrait of a Young Woman, ses portraits, ses paysages et ses représentations d'animaux.
Durant le dernier tiers de sa vie, il a travaillé avec son fils Gerald Handerson Thayer sur un important livre sur le camouflage dans le monde naturel, Concealing-Coloration in the Animal Kingdom (en). Publié par Macmillan en 1909, cet ouvrage a été réimprimé en 1918 et a pu jouer un rôle sur la camouflage militaire durant la Première Guerre mondiale. Il a cependant été l'objet de nombreuses moqueries, notamment de la part de Theodore Roosevelt, pour son affirmation que toutes les couleurs des animaux ont un rôle de camouflage.

## Galerie

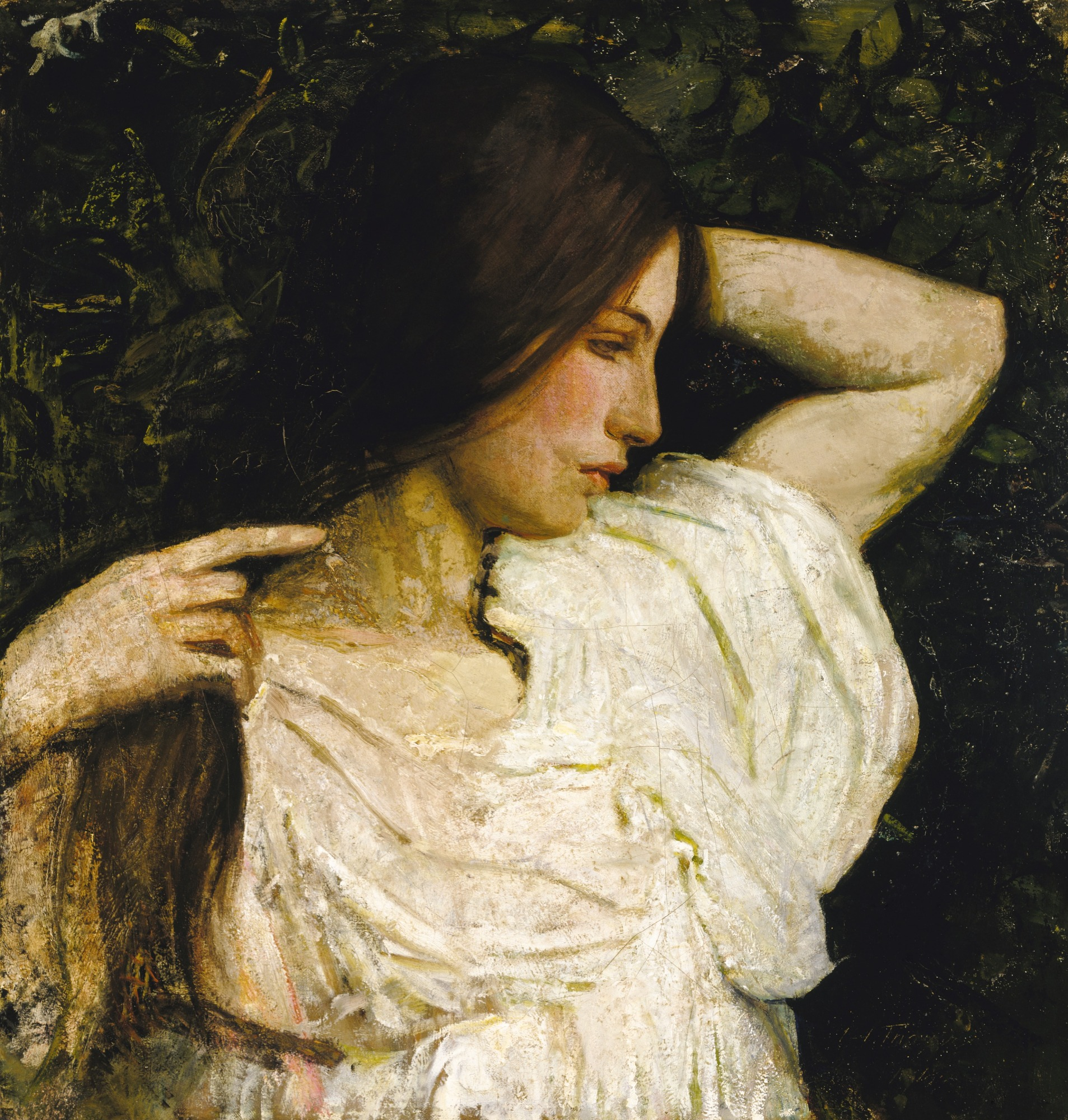
Girl Arranging Her Hair
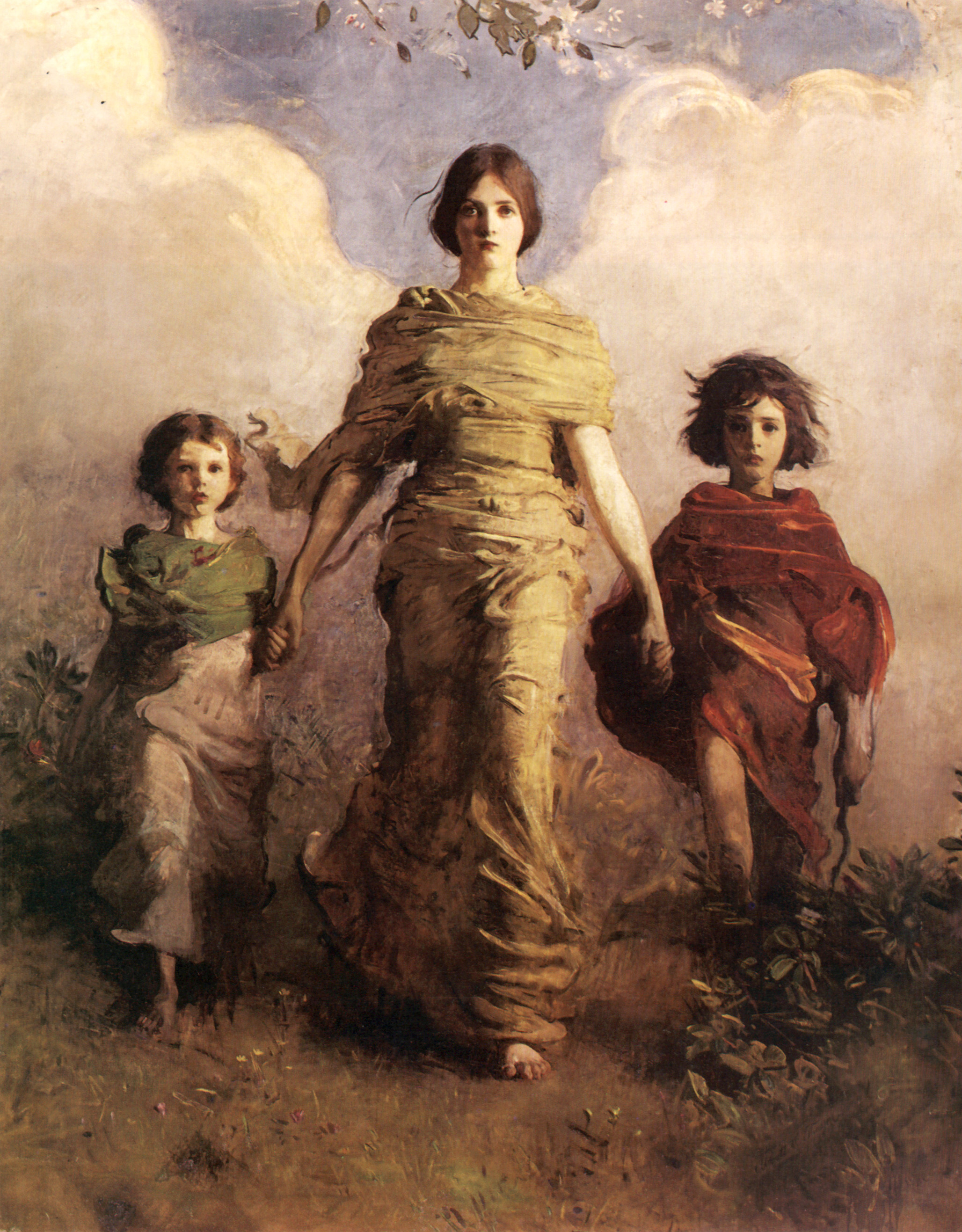
A Virgin
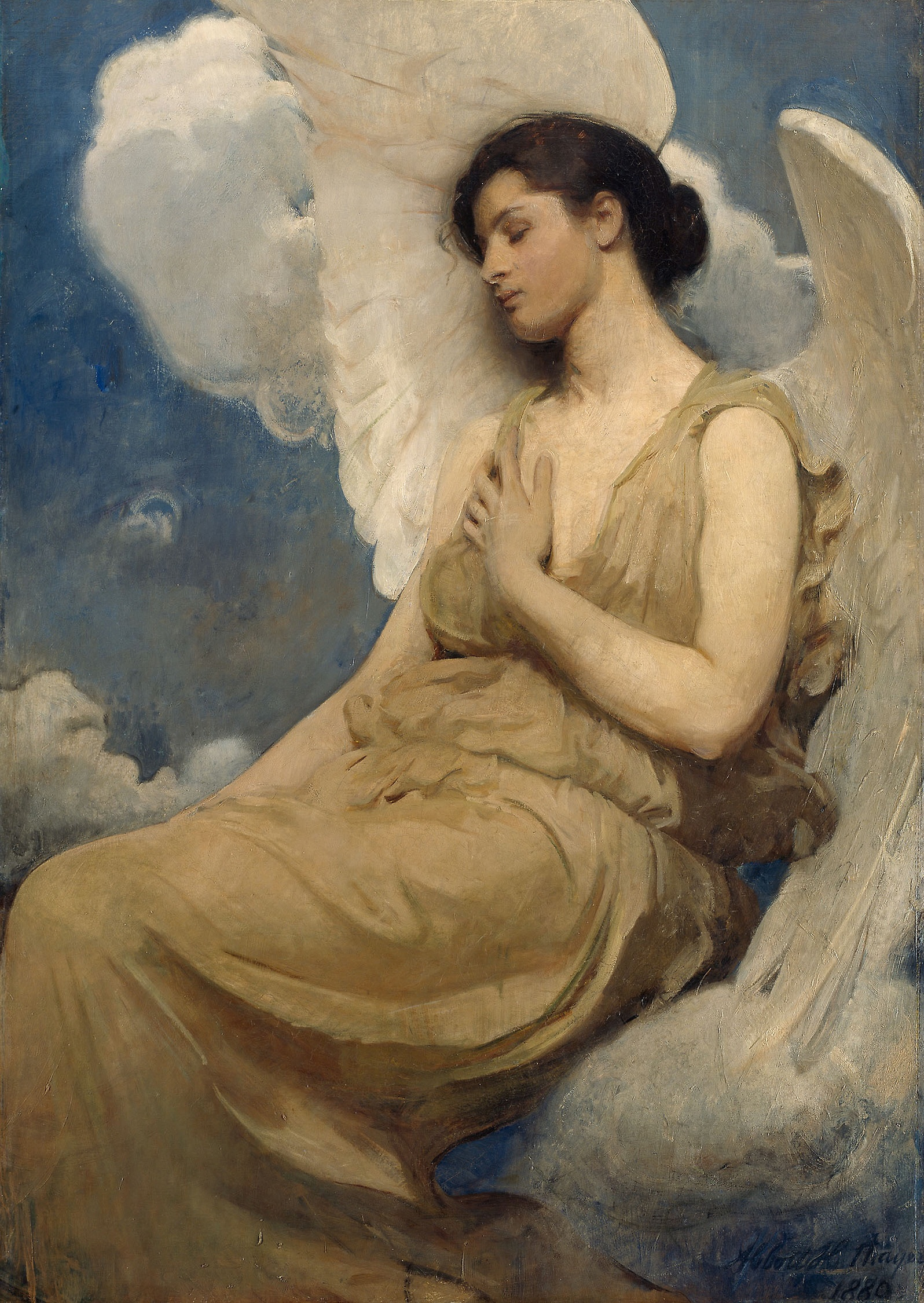
Winged Figure
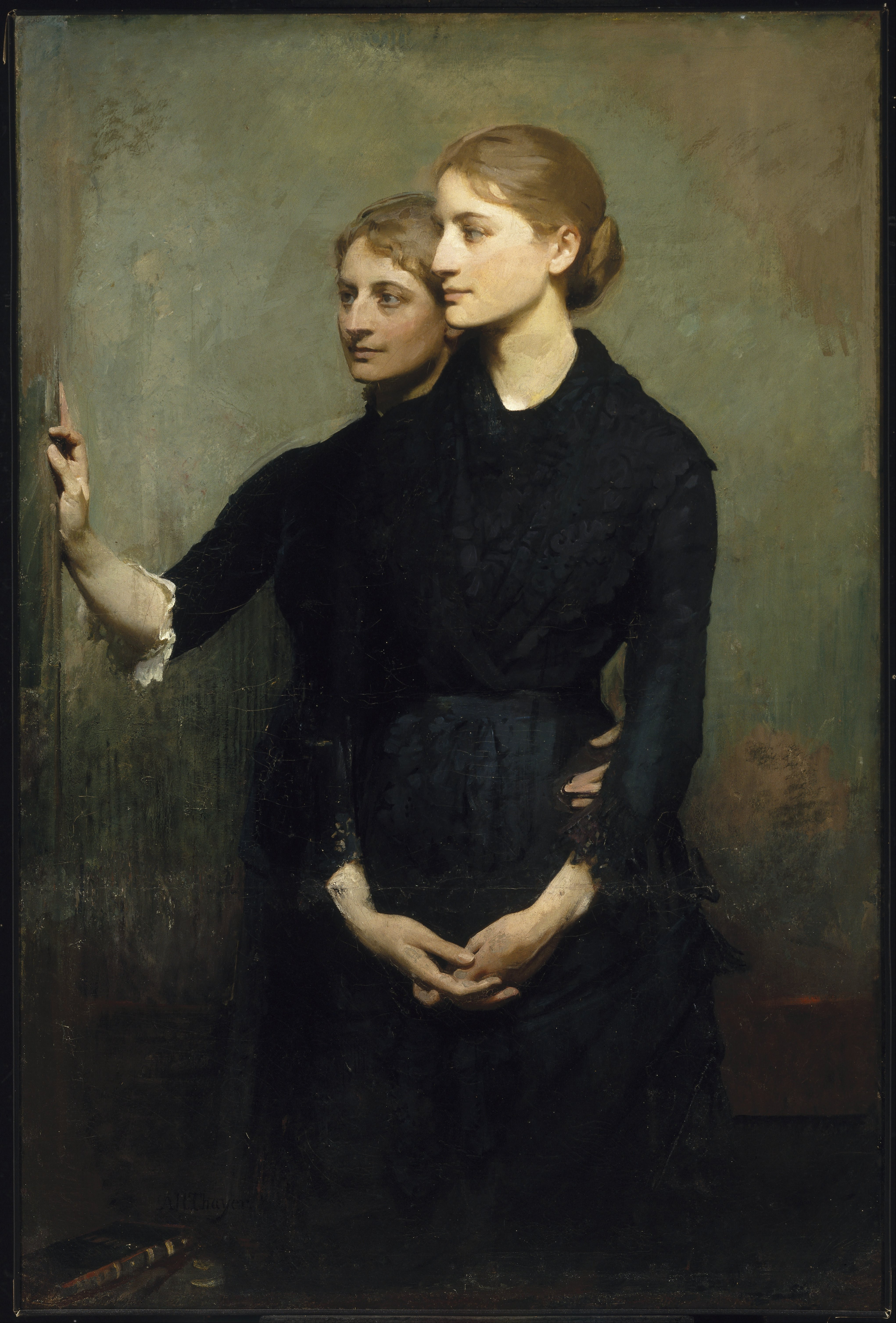
Les Sœurs
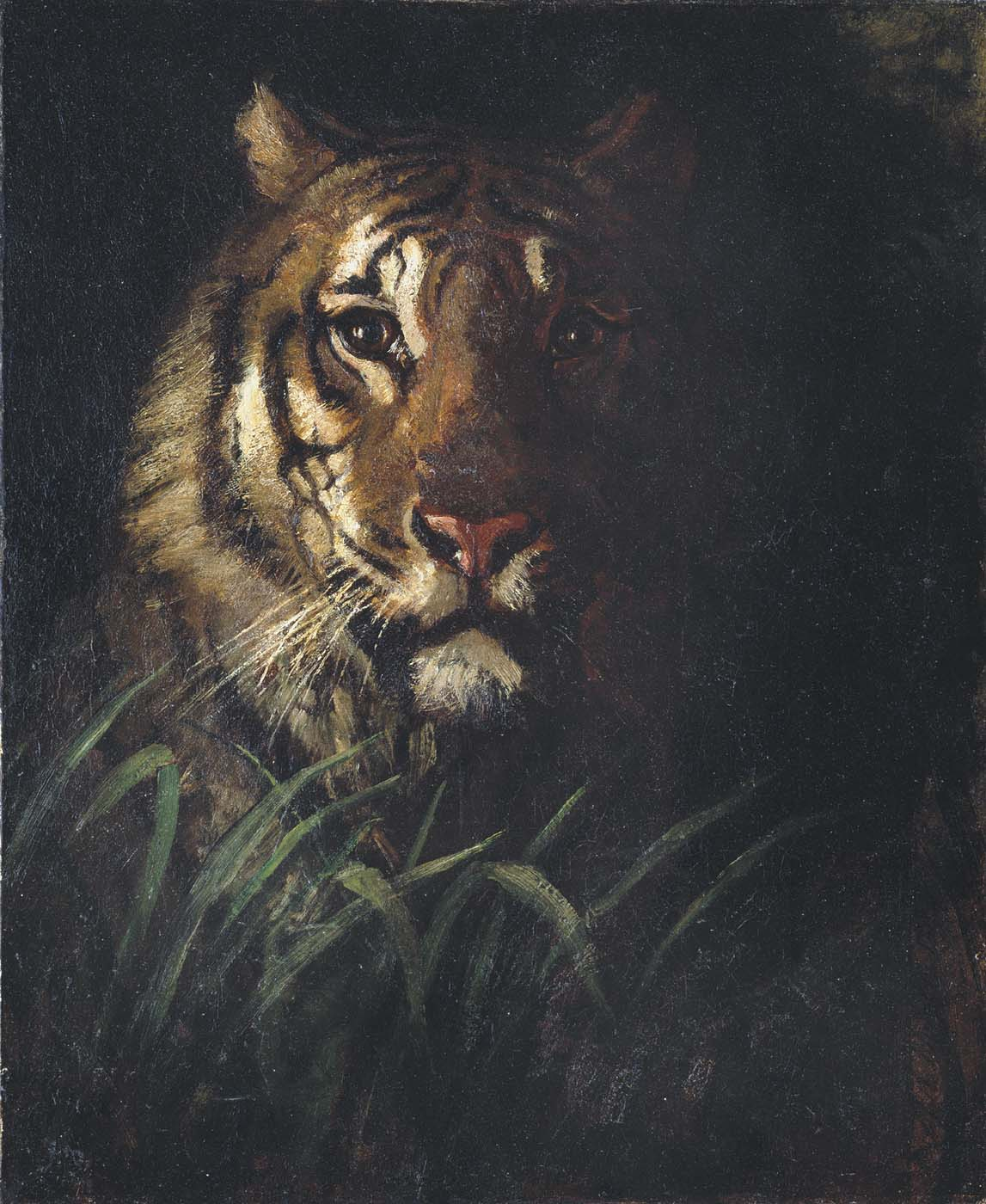
Tiger's Head
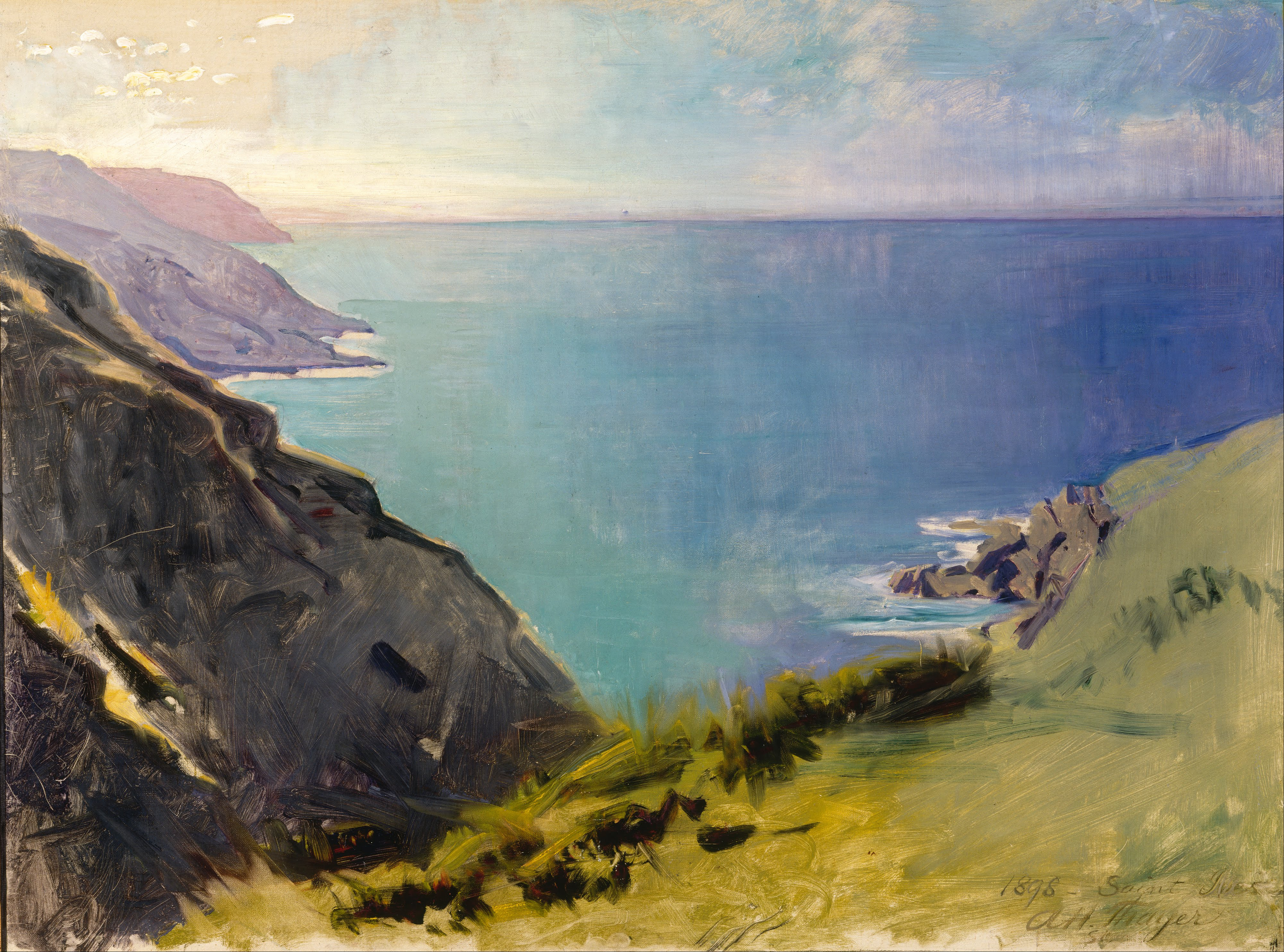
Cornish Headlands